# PlayStation
PlayStation (anche nota come PlayStation 1 e PS1) è una console per videogiochi prodotta da Sony Computer Entertainment dal 1994 al 2006. 
PlayStation segnò l'esordio di Sony nel campo delle console e fu un enorme successo dando inizio ad una rivoluzione che modificò l'immagine delle console stesse per il grande pubblico, da prodotto pensato per un pubblico più giovane a realtà tecnologica in grado di cambiare la quotidianità familiare. In questo senso erano già stati fatti iniziali tentativi ma di scarso successo, come il CD-i e il 3DO; è parere diffuso che il successo di PlayStation sia dovuto non solo alla elevata qualità e versatilità dell'hardware prodotto, ma soprattutto a una grande campagna pubblicitaria senza precedenti in questo campo, con spot di forte impatto e originalità, che riuscì a interessare un'utenza molto più vasta di quella tradizionale dei videogiochi. In tal modo Sony riuscì a primeggiare sui marchi storici del settore, Nintendo e SEGA.
Dal 7 luglio 2000 il modello originale fu sostituito dalla PS One, anche nota come PSone, una versione dalla linea più morbida e dimensioni ridotte, rimasta in commercio sino al marzo 2006 con 28 milioni di unità vendute.

## Storia

### I primi progetti, la collaborazione con Nintendo e lo sviluppo
Verso il 1988, Sony giunse a un accordo con la Nintendo per contribuire allo sviluppo dei chip audio per la nuova console: il Super Nintendo. Uno degli ingegneri Sony, Ken Kutaragi, aveva sviluppato un prototipo per un nuovo chip chiamato Kutaragi-chip o più tecnicamente, SPC-700. Nintendo ne acquisì la licenza per l'utilizzo come sintetizzatore del suono ADPCM a 8 canali nel Super Nintendo, grazie a una dimostrazione di grande effetto delle capacità del processore. Intanto Nintendo era alla ricerca di un formato multimediale nuovo per espandere il proprio mercato, affiancando il supporto di memorizzazione a cartucce. Nintendo aveva cercato di lavorare con la tecnologia dei supporti magnetici sin dai tempi del Nintendo Entertainment System, ma il supporto presentava problemi: all'epoca si sperimentò con un formato proprietario di floppy disk, ma la natura magnetica riscrivibile rese il software di facile cancellazione, oltre che a rischio pirateria informatica. Di conseguenza, quando i dettagli del CDROM/XA (un'estensione del formato CD-ROM che combina audio compresso, grafica e computer data, il tutto accessibile simultaneamente) vennero resi noti, Nintendo se ne interessò. Il CDROM/XA era stato sviluppato da Sony e da Philips. Nintendo affidò a Sony lo sviluppo di un drive CD da collegare al Super Nintendo, informalmente chiamato SNES CD; così le due società si accordarono e incominciarono a lavorare al progetto, in risposta alla simile sinergia portata avanti da SEGA e JVC (basata però su comuni CD Audio e CD+G, più facilmente piratabile), ma soprattutto all'avveniristico PC Engine CD-ROM² di NEC e Hudson Soft.
Sony aveva inoltre pianificato il rilascio di una console con un proprio marchio, compatibile con il Super Nintendo, ma che sarebbe stata anche un sistema di intrattenimento domestico, in grado di leggere sia le cartucce Super Nintendo sia i dischi in formato Super Disc, derivato dal CDROM/XA. Questa primordiale incarnazione della PlayStation non era altro che una pratica molto diffusa all'epoca, quando molti produttori "incernieravano" due o più console insieme, celebri i casi del PC Engine Duo e del successivo CDX. In effetti già negli anni precedenti Nintendo aveva permesso il lancio di hardware simili, come nel caso del Twin Famicom: una console che fondeva in un'unica scocca il Famicom e il Famicom Disk System.

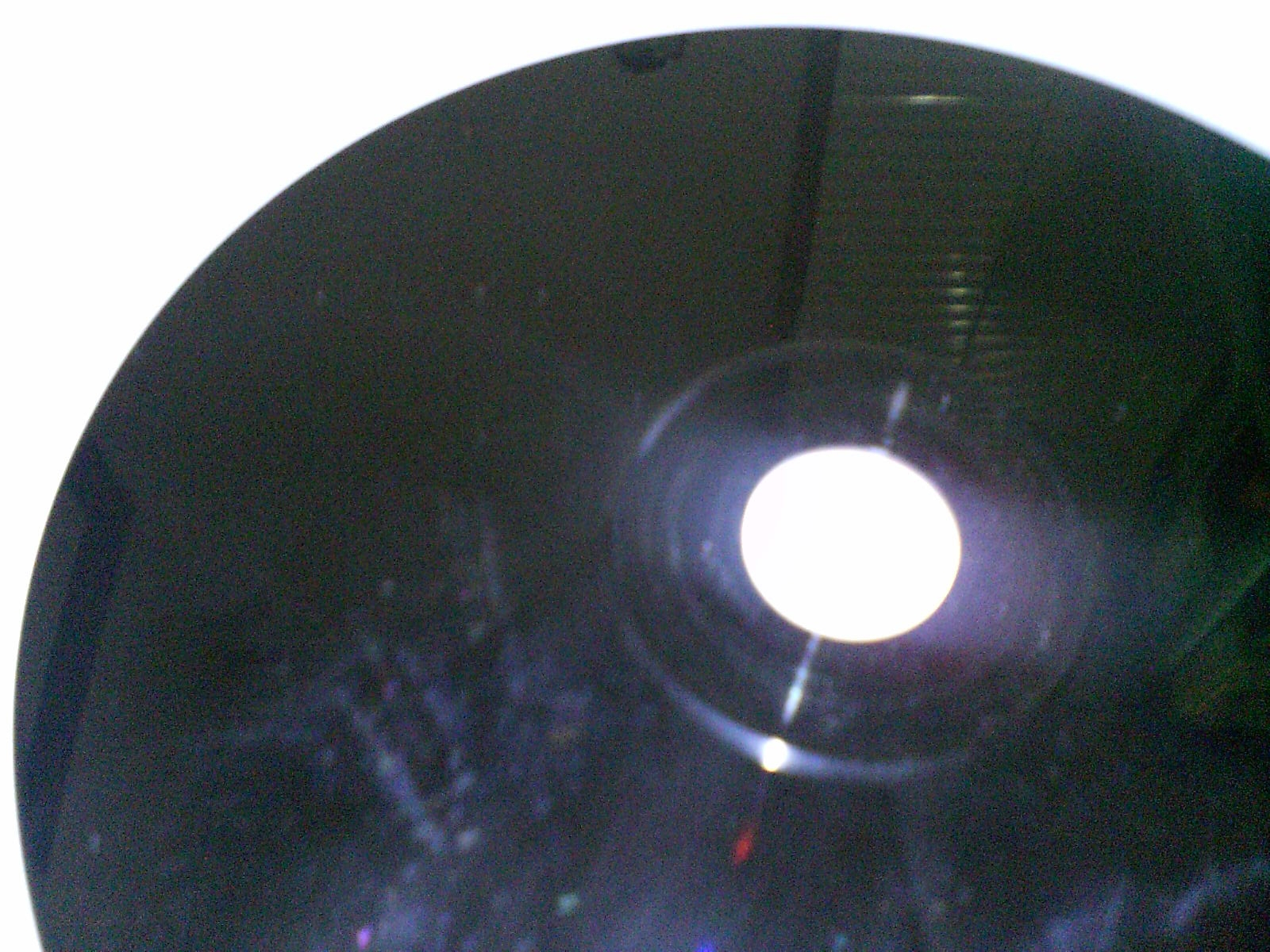
Compact disc per PlayStation dal retro nero

Nel maggio 1991, lo SNES CD stava per essere presentato al CES. Tuttavia, quando Hiroshi Yamauchi lesse il contratto del 1988 tra Sony e Nintendo, si rese conto che questo permetteva a Sony un controllo completo su tutti i titoli usciti nel formato SNES CD. Yamauchi si infuriò, ritenne il contratto inaccettabile e cancellò segretamente tutti i piani per l'unione Nintendo-Sony nello sviluppo dello SNES CD. Invece di annunciare la loro alleanza, nel giorno del CES, Howard Lincoln annunciò una nuova alleanza con Philips.
Lincoln e Minoru Arakawa erano stati presso la sede principale della Philips in Europa e avevano stretto un'alleanza di natura diversa dalla precedente, in cui Nintendo aveva controllo totale sulle licenze delle macchine prodotte da Philips. La compagnia olandese, in cambio, otteneva però la licenza di due delle serie Nintendo più in voga all'epoca: Mario e The Legend of Zelda, con le quali intendeva dare lustro al media-center CD-i. Videro così luce: Link: The Faces of Evil, Zelda: The Wand of Gamelon, Zelda's Adventure, Hotel Mario e il mai distribuito Super Mario's Wacky Worlds. Questi titoli servirono soprattutto ad attirare l'attenzione sul CD-i e furono espressamente richiesti da Philips come parte dell'accordo per rinvigorire le vendite del sistema. L'alleanza si rivelò però, come nel caso di Sony, un nulla di fatto: la casa di Kyoto non riusciva ancora ad intravedere l'effettiva validità della tecnologia ottica in ambito videoludico siccome sia i titoli CD-i che quelli Mega CD erano infarciti di sequenze in full motion video e presentavano solo una miglior qualità audio piuttosto che presentare migliorie ai giochi stessi. A contribuire al già crescente scetticismo sulla tecnologia, fu la pessima gestione delle proprietà intellettuali che Nintendo aveva concesso in licenza alla compagnia olandese: i titoli erano stati realizzati velocemente e sbadatamente da piccoli studi senza esperienza, con l'unico intento di attirare compratori a dispetto della qualità o meno del risultato finale. La caduta di stile e il danno d'immagine occorso ai personaggi Nintendo portarono la casa di Kyoto a interrompere anche il legame con Philips e a rinunciare in modo definitivo alla tecnologia CD nel 1994 dopo aver considerato una riformulazione del contratto con gli olandesi in vista della progettazione di una nuova console di quinta generazione: Nintendo 64 sarà infatti anacronisticamente ancorata al supporto a cartucce, a differenze dei CD usati da 3DO, Sega Saturn e PlayStation.
Dopo aver considerato di fermare la ricerca a seguito del tradimento di Nintendo, Sony decise di usare quello che aveva sviluppato sino ad allora e farne una console completa. Questo portò Nintendo a intraprendere una causa legale reclamando la rescissione del contratto e tentò, in una corte federale negli Stati Uniti, di ottenere un'ingiunzione contro la commercializzazione della Play Station (con le parole separate) proprio negli Stati Uniti, per via del fatto che Nintendo possedesse quel nome, ma il giudice federale negò l'ingiunzione. Nell'ottobre 1991 vennero prodotti i primi esemplari della console; è stimato che ne siano stati realizzati circa 200.
Alla fine del 1992, dovendo rinnovare gli accordi circa la componentistica dello SNES, Sony e Nintendo raggiunsero un accordo secondo cui la Play Station avrebbe potuto avere una porta per le cartucce del Super Nintendo, ma Nintendo ne avrebbe mantenuto i diritti e avrebbe ricevuto i profitti dei giochi, mentre il Super Nintendo avrebbe continuato ad usare il chip audio di Sony. Tuttavia, Sony si rese conto che la tecnologia del Super Nintendo stava diventando ormai obsoleta, per cui annunciò definitivamente l'abbandono della partnership con Nintendo e il lavoro per rinnovare il progetto PlayStation ebbe inizio nel 1993, per raggiungere un nuovo livello di hardware e software; venne così rimossa la porta per la cartuccia del Super Nintendo e la console viene chiamata PlayStation.
In questo stesso periodo Sony ricevette l'invito, insieme a Matsushita, a produrre il 3DO Interactive Multiplayer a 32 bit. Avendo già per le mani una propria idea originale, rispedì la richiesta al mittente, Trip Hawkins.

### La presentazione al pubblico e il successo commerciale
La PlayStation viene lanciata in Giappone il 3 dicembre 1994, negli Stati Uniti il 9 settembre 1995, mentre in Europa arriva il 29 settembre 1995. Il prezzo di lancio stabilito negli USA è di 299$, in Europa 299£ equivalenti in Italia a lire 749.000 (570€ circa tenendo conto del potere di acquisto reale).

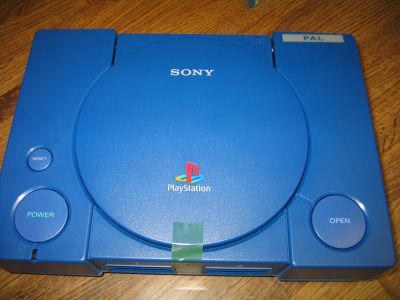
Debugging Station, la PlayStation per sviluppatori (modello DTL-H 1002)

La scelta di puntare tutto sui CD si rivela vincente, anche grazie alla scelta di far supportare alla console la lettura di CD audio che quindi trasformano la console in un impianto stereo. Inoltre il basso costo di produzione dei CD consente agli sviluppatori (e a Sony stessa) di rimettere in vendita i giochi invenduti a prezzi estremamente ridotti, traendone comunque un margine di profitto. Il fatto che il supporto per i giochi sia un disco ottico favorisce incredibilmente la duplicazione illegale a poco prezzo e di conseguenza la diffusione della console.

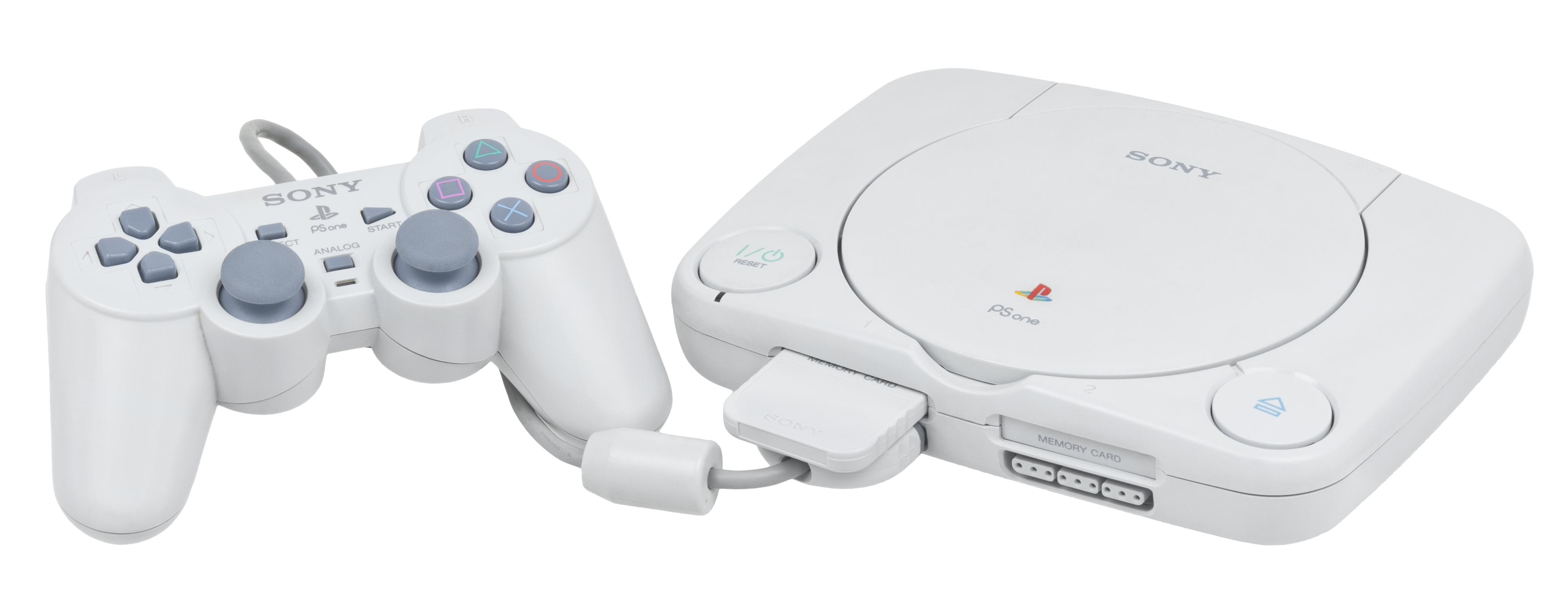
PS One (modello SCPH-10X)

Nonostante la posizione ufficiale di Sony, che condanna formalmente la modifica non autorizzata delle proprie console, uno dei fattori del grande successo della PS in Occidente è da attribuirsi alla facilità di una modifica hardware che consente di utilizzare anche giochi duplicati su CD con un semplice masterizzatore, rendendo notevolmente più economico l'approvvigionamento di materiale videoludico da parte dell'utente rispetto all'acquisto di prodotti originali. È comunque assolutamente da escludere che Sony avesse mai pensato di avvantaggiarsi mettendo sul mercato una console con sistemi di protezione non all'altezza: se le vendite software non fossero state considerevoli, anche con un gran numero di unità vendute, i guadagni sarebbero stati scarsi o addirittura ci sarebbe stata una perdita.
Il successo della PlayStation è da ricercare nelle migliori prestazioni, in particolare nei videogiochi tridimensionali, che l'hardware Sony garantiva rispetto al suo concorrente Sega Saturn e ai costi di produzione inferiori, nella facilità dello sviluppo del software, nei videogiochi pubblicati e nelle possibilità economiche di Sony, che hanno permesso campagne pubblicitarie di gran lunga più efficaci e diffuse. Una ricerca sui consumatori scoprì che l'età perfetta a cui rivolgersi erano i 17enni. Verso la fine degli anni '90, la PlayStation ebbe un boom di vendite: in soli 2 anni, dall'anno 1999 all'anno 2000, il numero di PlayStation vendute nel mondo era di 40 milioni di unità. Nel novembre 1995 nel Regno Unito uscì il primo numero della rivista ufficiale interamente dedicata alla Playstation con il nome di OFFICIAL PLAYSTATION MAGAZINE.
La console durante il suo ciclo vitale subì svariati aggiornamenti e revisioni hardware, che ne modificano le prestazioni nella qualità del segnale video, le interfacce, consumi e dimensioni.

### La Playstation 2 e la dismissione
Dato il grande successo della macchina, Sony decide di non interrompere la produzione della console e nel 2000 immette sul mercato un nuovo modello denominato PS One. Si tratta una versione ridisegnata e più piccola, alla quale poi verrà affiancata la PlayStation 2, che mantiene la compatibilità con tutti i titoli creati per la console precedente. Nel 2003 Sony avvia la produzione e il commercio - esclusivamente in Giappone - di una macchina chiamata PSX, un personal video recorder basato sulla tecnologia della PlayStation 2. La produzione della PS One termina nel marzo 2006.
A partire dal 2011 Sony ha reso disponibile gran parte dei titoli PlayStation nelle console PlayStation Portable e PlayStation 3 tramite il PlayStation Store.

### LaPlaystation Classicdel 2018
Durante una conferenza stampa al Tokyo Game Show, il 20 settembre 2018, Sony Interactive Entertainment ha annunciato una nuova console detta PlayStation Classic, per celebrare il ventiquattresimo anniversario del primo e originale modello. Contiene due controller USB, 20 giochi tra cui Final Fantasy VII e Tekken 3, e utilizza un cavo HDMI per il collegamento alla TV. Non è compatibile con il multigiocatore online, o con PlayStation Plus e non è possibile scaricare altri giochi tramite PlayStation Network nel PS Store. La console è disponibile in tutto il mondo dal 3 dicembre 2018.

## Modelli

### Net Yaroze
Nel 1997 venne prodotta anche un'altra versione della PlayStation chiamata Net Yaroze. Era più costosa, di colore nero, e possedeva alcuni strumenti che consentivano agli amatori di sviluppare giochi homebrew per PlayStation. Il Net Yaroze presentava apposite limitazioni per impedirne l'uso ai professionisti, ad esempio il gioco doveva essere più piccolo di 2 megabyte per entrare tutto in RAM e le applicazioni create con questo kit potevano essere eseguite solo su PlayStation Net Yaroze oppure inviate e compilate dalla Sony stessa.

### PS One
Lanciata nel 2000, si differenziava dagli esemplari prodotti negli anni '90 per dimensioni ridotte e per piedini posti sul lato inferiore, che erano di gomma e non più in plastica.
Le differenze possono essere così riassunte:
1. BIOS aggiornato;
2. pulsante reset e di accensione in un unico bottone;
3. protezione contro modifiche hardware;
4. assenza di porta seriale;
5. presenza di una presa SCART;
6. alimentatore elettrico esterno, con un connettore di diverso tipo, da 7,5 volt.

Inoltre nel 2002 venne messo in vendita un accessorio consistente in uno schermo LCD con altoparlanti incorporati, che se abbinato alla console la rendeva quasi portatile.

## Descrizione hardware

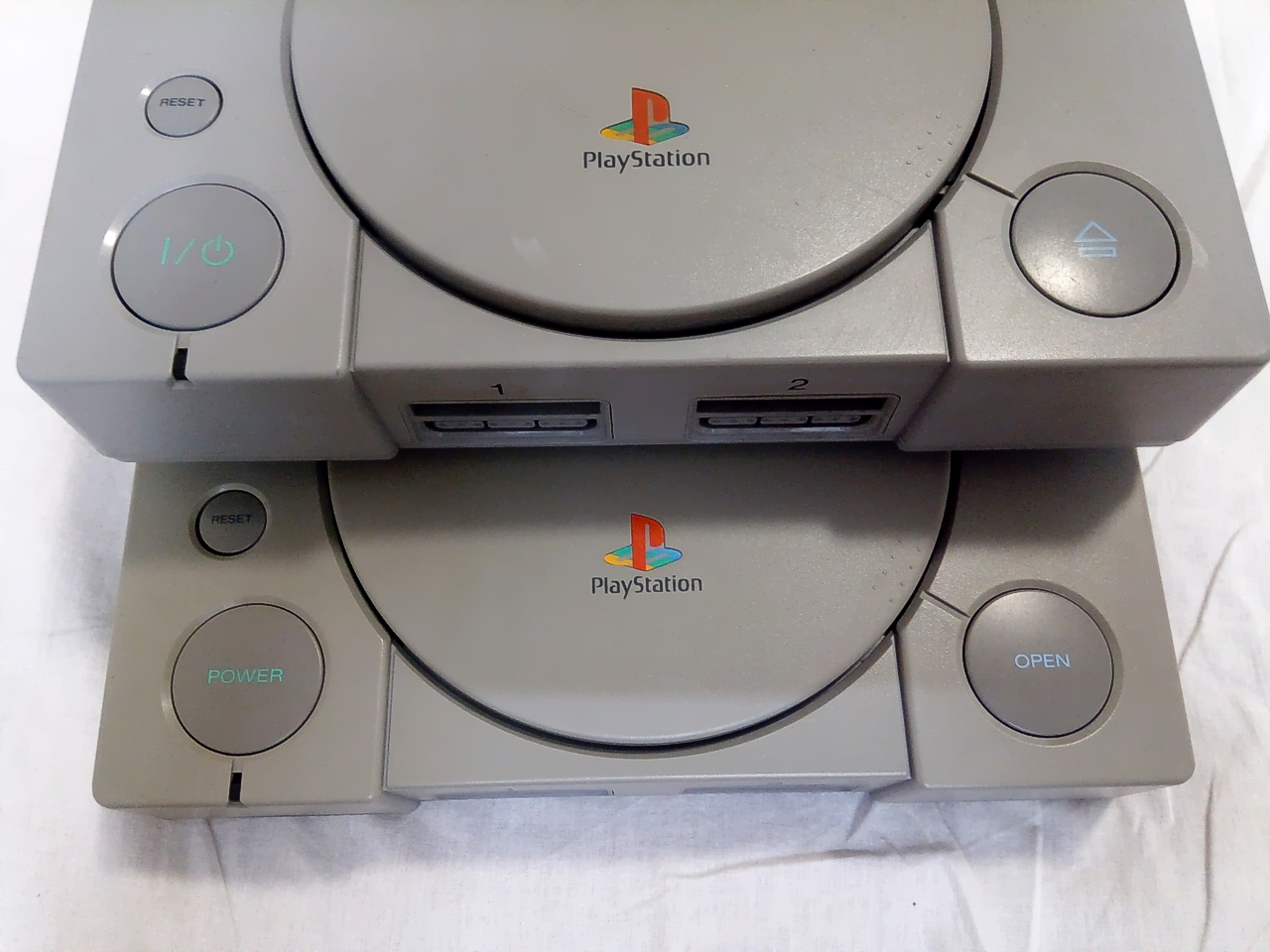
Confronto delle interfacce fisiche dei pulsanti di comando della PlayStation

La PlayStation ebbe tre revisioni hardware, la prima con chipset SCPH-1001, la seconda SCPH-5501 la terza identificata dalla serie SCPH-9001 e modelli successivi. In particolare le prime due serie includevano una porta parallela rimossa poi dalla serie 900x. La 100x e la 900x avevano un connettore RCA, non presente invece nella revisione del tipo 550x. Utilizzavano tutte un alimentatore elettrico interno, tranne che la PS One.
Durante la produzione vennero aggiornate le finestre di raffreddamento nella parte inferiore della console ed i piedini, inoltre in base alla revisione e all'alimentatore presente nella console e quindi della rete elettrica a cui si deve connettere, si hanno consumi differenti, anche in modo consistente a livello percentuale.
A partire dalla serie SCPH-550x, le varianti PAL hanno aggiornato i pulsanti "power" e "open" sostituendo il testo degli stessi con dei simboli, la PS One mantenne quest'ultima configurazione.
Esistono modelli in grado di far girare qualunque gioco indipendentemente da quale fosse la regione (America, Europa o Giappone) per la quale fosse stato progettato. Questo modello prende il nome di Debugging Station, disponibile per le aziende che sviluppavano videogiochi e per la stampa selezionata. Questa consentiva di caricare giochi non firmati, per provare i giochi in fase di sviluppo (debug).

### Dati tecnici
- Central Processing Unit:[12]
  - LSI/SGI R3000A-32 bit @33,86 MHz
  - 4 kB[13] cache di primo livello

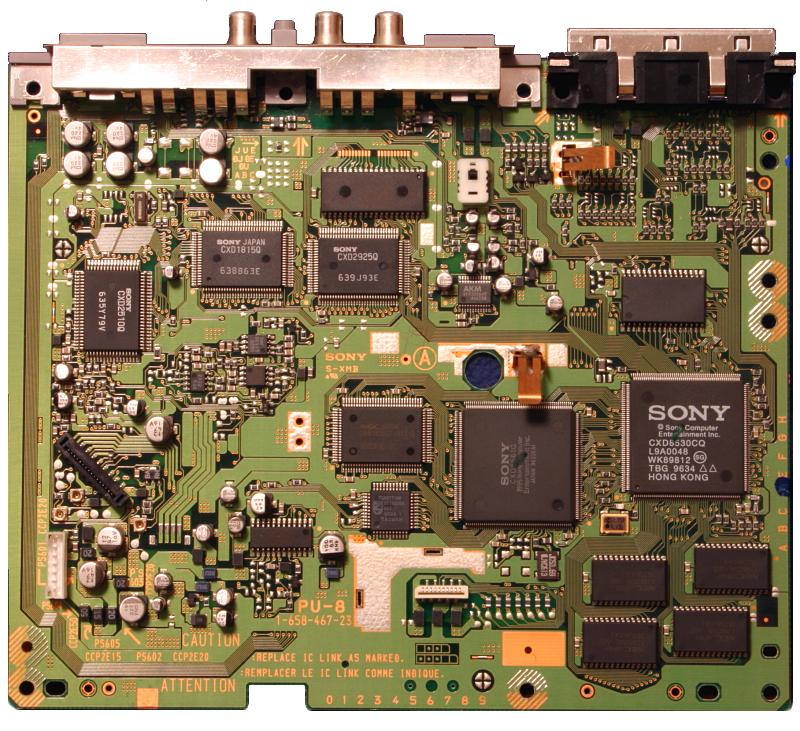
La scheda di sistema di una PlayStation modello SCPH-1001 revisione 2 (PU-8)

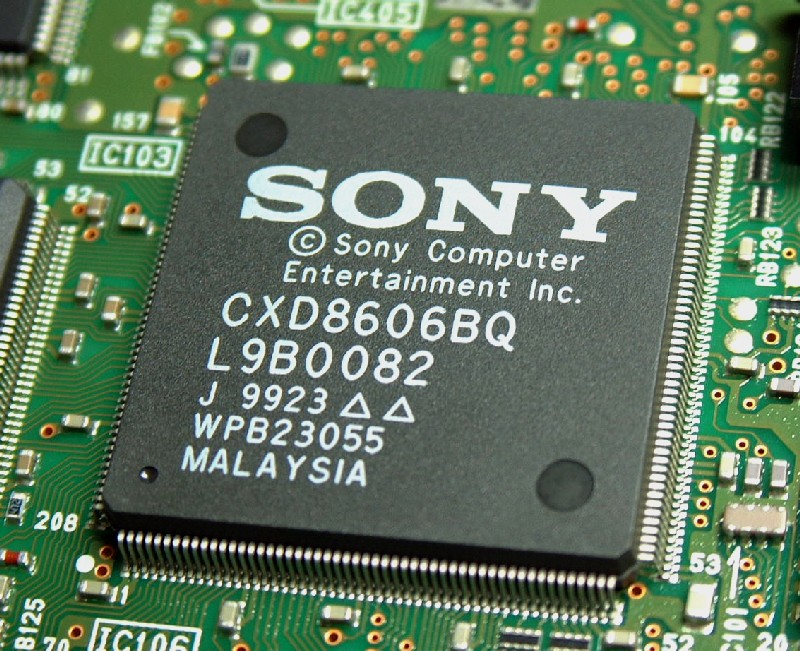
CPU/GTE della console (Modello SCPH-9000)

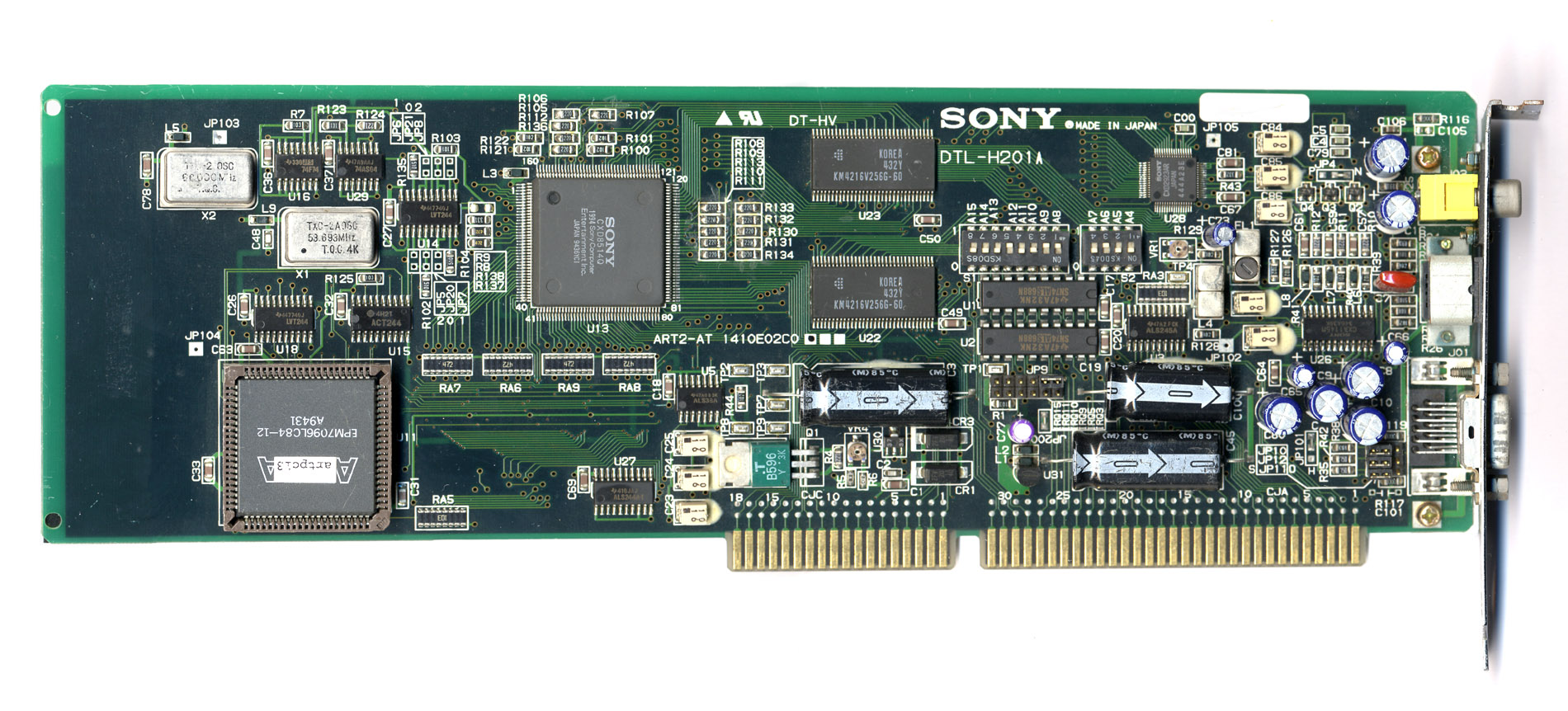
Scheda per emulazione CD-ROM utilizzata dagli sviluppatori per il debugging (modello DTL-H201A)

  - Performance complessiva in MIPS: 30 MIPS
    - Geometry Transformation Engine (sub-processore interno per elaborazione grafica 3D)
      - Performance complessiva in MIPS: 66 MIPS
      - Rendering grafico di picco pari a 360.000 poligoni monocromi al secondo (90.000 con texture e ombre)

    - Data Decompression Engine (sub-processore interno per la decompressione di immagini e video)
      - Performance complessiva in MIPS: 80 MIPS
      - Compatibile con i formati MPEG-1 e H.261
      - Numero integrato di transistor: 1 000 000
      - Processo di costruzione circuito integrato: 0,6 µm
      - Dimensioni integrato die (circuito all'interno del silicio): 128 mm quadrati
- Sub-CPU:[12]
  - MC68HC05L16 (creato da Motorola Semiconductor Corp. nel 1992), microcontroller che si collega alla CPU per la lettura della protezione presente all'interno di un software con licenza SONY col nome di Libcrypt di livello 1 (un algoritmo a due fasi scritto in codice esadecimale in binario con fase di checksum). Il clock è di 2-3 MHz (core 68000).
- Graphics Processing Unit:[14] nelle prime versioni a 160 pin, poi a 208 pin[15], le versioni a 208 pin gestiscono più colori (permettendo l'uscita a 24bit RGB) e generano un dithering migliore[16]
  - Rendering grafico di picco pari a 4000 sprite 8x8 al secondo, mentre la dimensione massima per singolo sprite è di 256×256
  - Risoluzioni:
Modalità progressiva: da 256×224 a 640×240 a 29,97fps NTSC o 640x288 a 25fps PAL[17]
Modalità interlacciata: da 256×448 a 480i60 NTSC o 512i50 PAL
C'è da dire che non esistevano risoluzioni predefinite, ma è possibile avere una delle risoluzione orizzontale di seguito, 256, 320, 368, 384, 512 e 640, mentre tra le risoluzioni verticali si ha come progressivi, 224, 240 e 256, mentre come interlacciati 480 e 512[16]
Il rapporto d'aspetto standard per l'uscita video è il 4:3, ma alcuni giochi permettevano tramite le impostazioni un'uscita video anamorfico e quindi rendere l'immagine a 16:9, pur mantenendo la stessa risoluzione d'uscita[18]
  - Elaborazione:
    - Texture mapping
    - Gouraud shading

  - 16,7 milioni di colori (24 bit), pur utilizzando una profondità di colore a 24 bit per calcoli e video, le trame applicate agli oggetti 3D hanno una profondità di colore massima di 15 bit
- Memoria:
  - 3,5 MB RAM di tipo non-unificata
  - 2 MB[19] EDO-RAM principale
  - 1 MB VRAM dedicata al processore video
  - 512 kB RAM dedicata al processore audio
- Sonoro:
  - SPU fino a 24 canali e processore con compressione ADPCM XA a 37,8 kHz.
  - Convertitore Audio D/A 16-bit con modulazione Delta-Sigma (ΔΣ) creato da ASAHI KASEI MICROSYSTEM per i modelli: SCPH-100X, SCPH-3000, SCPH-3500, SCPH-5000, SCPH-5x0x e SCPH 700x. I successivi modelli cominciarono a usare un DAC audio di media qualità da parte della Japanese Radio Company (JRC).
  - Envelope
  - Looping
  - Riverbero
  - Supporto per MIDI
- Unità disco:
  - CD-Rom 2x (150 kb/s a velocità normale, 300 kb/s a doppia velocità).
- Archiviazione:
  - Memory card Playstation EEPROM da 128 kB (15 "blocchi" di memoria / velocità trasmissione dati: 1 Mb/s)

### Dispositivi di input/output
- AV Multi Out (uscita audio video analogica per il collegamento del sistema con un televisore), che trasmette Video composito, S-Video, RGsB e audio (sinistra e destra)
- Porta S-Video (utilizzata solo nel modello SCPH-1000, dedicata al mercato giapponese)
- Connettori RCA (utilizzati soltanto nei modelli SCPH-100X, SCPH-3000, SCPH-3500, SCPH-5000, SCPH-5903) + RFU DC Out del tipo jack mono 2,5 mm[20] (uscita usata per connettere un modulatore RF da RCA Video composito + L audio ad uscita RF)[21]
- Porta seriale (per interfacciare il sistema con un'altra PlayStation o periferiche speciali)
  - Link cable (permette di unire due o più console PlayStation)
- Porta parallela (o porta di espansione, non presente nei modelli 900x e PS One e mai utilizzata ufficialmente da Sony

## Accessori e dotazioni

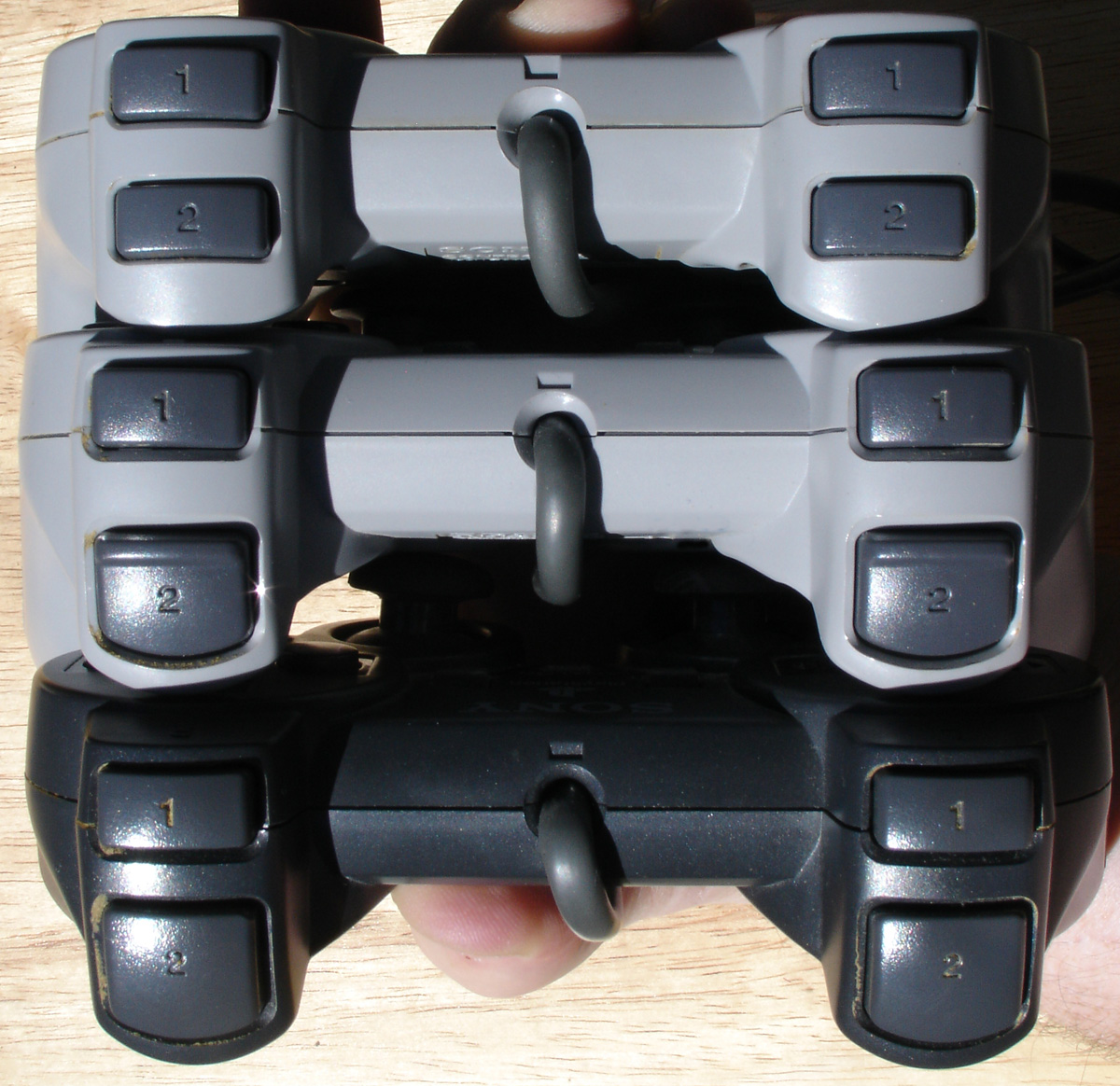
Confronto dei tasti dorsali dei 3 diversi controller PlayStation, in alto il modello originale digitale, al centro il modello DualAnalog, in basso il DualShock

Esistevano anche molte periferiche o hardware di gioco che permettevano alla console PlayStation la giocabilità effettiva, tra cui:
- Controller semplice senza levette analogiche (controller primitivo della console) (SCPH-1080)
- Controller DualAnalog dotato di due levette analogiche (SCPH-1180)
- Controller DualShock (ufficiale con force feedback e levette analogiche) (SCPH-1200)
- G-Con 45 (pistola che usava gli infrarossi, adatta solo per alcuni giochi) (SLEH-00012)
- Memory Card (piccolo hardware da inserire sopra le porte per collegare i controller per il salvataggio delle partite, indispensabile per completare i giochi) (SCPH-1020)
- Action replay (Trainer non ufficiale, non compatibile con la PS One e il modello 9002)
- Multitap (da collegare nella apposita porta del controller e giocare in più di 2) (SCPH-1070)
- The Glove Control (un guanto con tasti nelle "dita") (SLEH-00012)
- Mouse (un semplice "mouse" con attacco classico da PS) (SCPH-1030)
- Un link cable per collegare due PlayStation contemporaneamente (usato in alcuni giochi come Command & Conquer: Red Alert, Destruction Derby, Duke Nukem: Time to Kill o Wipeout) (SCPH-1040)
- Un flightstick usato per i simulatori di volo (Ace Combat, Bogey Dead 6, ecc.) (SCPH-1110)
- PocketStation (una memory card con display LCD usata per alcune funzioni particolari e usata anche con alcuni giochi come Final Fantasy VIII, Crash Bandicoot 3: Warped, R4: Ridge Racer Type 4. Uscita soltanto in Giappone) (SCPH-4000)
- Un plettro per chitarra (usato in Aerosmith: Quest for Fame, Stolen Song) (SCPH-4010)
- Un joypad creato dalla ASCII, Inc. sotto licenza Sony per PlayStation con pulsanti "Turbo" e "Autofire" (SLEH-00001)
- Un arcade stick creato da ASCII, Inc. per picchiaduro e simili (SLEH-00002)
- Negcon creato da Namco sotto licenza Sony per PlayStation, un joypad con la capacità di torcersi in modo orario e antiorario usato per aumentare la realtà con i giochi di guida (SLEH-00003)
- JogCon creato da Namco per PlayStation, con force-feedback (una rotellina utilizzata come uno sterzo) (SLEH-0020 / SLPH-00126 / SLUH-00059)
- Una joypad in stile "canna da pesca" creato da ASCII per i giochi di pesca (SLPH-00100)
- Dei joypad creati per BeatMania da ASCII sotto licenza Konami e Sony (SLEH-00021/ASC-05158)
- Tappetino creato da Guillemot/Thrustmaster per PlayStation sotto licenza Sony, per Dance Dance Revolution (SLEH-00023)
- Una chitarra creata da KONAMI sotto licenza Sony (RU018-J2)

## Videogiochi
In quasi 10 anni di attività vennero prodotti oltre 4000 giochi per PlayStation, senza contare gli homebrew creati con Net Yaroze.
La rivista The Games Machine, in una selezione di dieci giochi rappresentativi della console, inserisce Final Fantasy VII, Gran Turismo, Time Crisis, Soul Edge, Resident Evil, Castlevania: Symphony of the Night, Xenogears, Tekken 3, Metal Gear Solid, Street Fighter Alpha 3.
In una classifica della rivista Retro Gamer, basata sul sondaggio dei lettori, oltre a molti dei precedenti vennero nominati Resident Evil 2, Tenchu: Stealth Assassins, Ridge Racer Type 4, Tekken 2, Doom, Final Fantasy VIII, Rage Racer, Die Hard Trilogy, Wipeout 2097, Grandia, Tony Hawk's Pro Skater 2, Silent Bomber, Tomb Raider, PaRappa the Rapper, Alundra, Einhänder, Gran Turismo 2, ISS Pro Evolution.
Molte saghe videoludiche di grande successo iniziarono con un titolo prodotto per la prima PlayStation: Crash Bandicoot, Metal Gear Solid, Suikoden, Tomb Raider, Tony Hawk's Pro Skater, Armored Core, Tenchu, Spyro the Dragon, Silent Hill, Driver, Oddworld, Wipeout, Medal of Honor, PaRappa the Rapper, Syphon Filter, Resident Evil, King's Field, Gran Turismo, Pro Evolution Soccer, MediEvil, Twisted Metal.

## Interfaccia utente, difetti hardware e modding

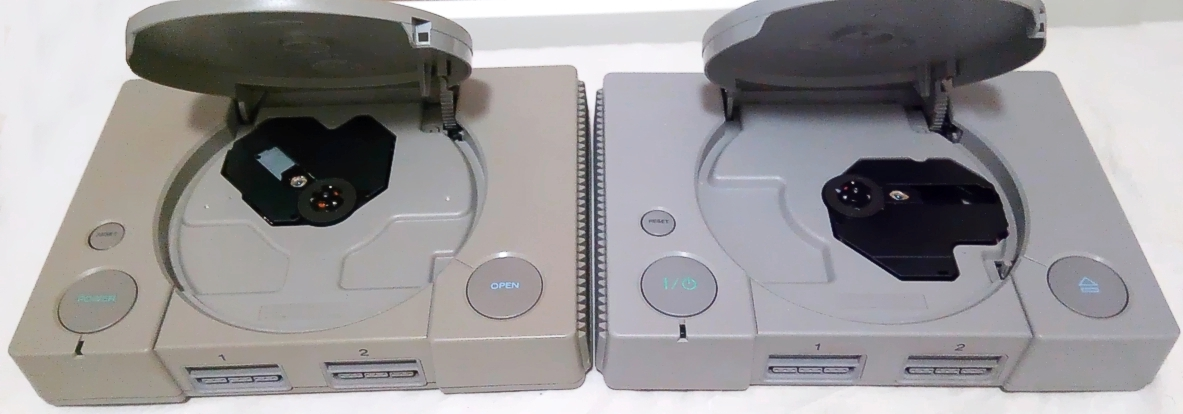
Confronto tra il lettore dei primi modelli PS ed i modelli PS dalla versione SCPH-5001 in poi, esclusi i modelli SCPH-10X

L'interfaccia della console è consultabile ogni volta che si accende la console senza CD o con CD audio, in questo caso si può scegliere tra la gestione delle memory card e il lettore multimediale.
Per quanto concerne l'interfaccia utente, questa venne aggiornata a partire dalla versione SCPH-7000, oltre ad integrare un visualizzatore di effetti grafici durante la riproduzione dei dischi musicali.
Si sono verificati problemi al lettore CD con il primo lotto di PlayStation, l'unità laser utilizzata era la KSM-440AAM, la cui custodia e le parti mobili sono tutte realizzate in plastica. Nel tempo, la guida della slitta della lente in plastica si consuma a causa dell'attrito e di solito in modo disuniforme, oltre ad essere soggette al calore dell'alimentatore, che rende la plastica più vulnerabile all'attrito. Di conseguenza un lato della slitta della lente diventerà così usurato che il laser può inclinarsi, non puntando più correttamente verso il CD; dopodiché, i giochi non verranno più caricati a causa di errori di lettura dei dati. Sony ha risolto il problema prima realizzando la slitta in metallo pressofuso e successivamente posizionando l'unità laser più lontano dall'alimentatore sui modelli PlayStation successivi, più precisamente dall'SCPH-5001.

I rappresentanti Sony hanno anche consigliato di scollegare la PlayStation quando non è in uso, poiché il sistema assorbe una piccola quantità di energia e conseguente generazione di calore anche quando è spento.

Le prime PlayStation, in particolare i modelli SCPH-100X, sperimentano il salto di video in full-motion o rumori fisici di "ticchettio" dall'unità. I problemi derivano da prese d'aria mal posizionate che portano al surriscaldamento in alcuni ambienti, provocando una leggera deformazione delle modanature in plastica all'interno della console e creando effetti a catena con l'assemblaggio laser. La soluzione è posizionare la console su una superficie che dissipi il calore in modo efficiente in un'area ben ventilata o sollevare leggermente l'unità dalla superficie di appoggio.
La console a causa di una svista ingegneristica, non produce un segnale adeguato per diversi modelli di vecchi televisori, causando lo sfarfallio o il rimbalzo delle immagini sullo schermo. Sony ha deciso di non modificare il design della console data l'esiguità dei casi, ha invece offerto ai consumatori la possibilità di inviare la propria unità PlayStation a un centro di assistenza Sony per far installare un modchip ufficiale, consentendo di giocare su televisori più datati.
La console è stata vittima della pirateria, risultando relativamente facile modificarla tramite l'installazione di modchip per la lettura di giochi piratati, ma esistono anche soluzioni del tipo ODE (Optical Discdrive Emulator) che sfruttano la porta parallela e non richiedono alcuna modifica della console, le soluzioni di modifica sono state sviluppate anche dopo la dismissione della console, fino al secondo decennio del terzo millennio.

## Curiosità
- Il 9 gennaio 2006 è stata lanciata, dalla NASA, la sonda New Horizons verso Plutone per raccogliere immagini del pianeta. In questa sonda è stata utilizzata la CPU modificata (per resistere alle radiazioni spaziali) della PlayStation.[29]